# Dolenji Lazi
Dolenji Lazi este o localitate din comuna Ribnica, Slovenia, cu o populație de 246 de locuitori.